# Juego de reinas
Juego de reinas: Batalla Drag es un programa de telerrealidad y competición argentino producido por Mistika Reech y Lalo Longarela para Canal 10 de Salta. Es el primer programa argentino televisado en búsqueda de la primera superestrella drag argentina. Mistika Reech se encarga de la conducción y la presentación del programa. Además de ser televisado, el programa se transmite por YouTube. El canal cuenta con más de 230.000 vistas vistas.

## Formato del programa
Todos los concursantes seleccionados deben tener 18 años de edad o más al momento de la grabación.
Juego de reinas usa un formato de eliminaciones semanales. Cada semana los concursantes enfrentan una serie de desafíos. La mayoría de los retos consisten en sesiones de fotos, monólogos, creaciones de vestuario, musicales, actuaciones, etc., y deben encararlos actuando como sus drag-queens. Las participantes cuentan con una semana desde el momento en que se les asigna el reto hasta la emisión del episodio para reunir lo necesario para realizar el desafío. Luego son enfrentadas frente a los jueces, los cuales opinan, critican y, en ocasiones, puntúan a las concursantes. Dependiendo su desempeño se elige a las ganadoras del desafío y luego, de entre las demás concursantes, se decide quienes son las dos peores concursantes. Para decidir quien de ellas será eliminada, las participantes deben enfrentarse a un reto, llamado Reto Knock Out en el cual estas deben hacer playback (o fonomímica) de una canción. Finalmente, el jurado decide quién es la concursante que se queda y la concursante que se debe retirar de la competencia.

### Cambios en el formato
Eventualmente, el formato del programa presenta giros y sorpresas que modifican el desarrollo normal del capítulo: 
- En el Episodio 1, tres de las concursantes fueron designadas ganadoras del desafío y recibieron inmunidad para ese capítulo, siendo que las dos reinas en enfrentarse al Reto Knock Out fueron elegidas entre sus compañeras.
- En el Episodio 3 las dos mejores concursantes las se enfrentaron al Reto Knock Out y la ganadora la que debió decidir quién abandonaba la competencia de entre las dos peores.
- En el Episodio 4 las reinas fueron separadas en dos equipos y el equipo perdedor fue nuevamente dividido en dos equipos, que debieron realizar un segundo reto para definir quiénes eran las peores de la semana.
- En el Episodio 10 todas las concursantes (que para ese momento eran 6) debieron enfrentarse al Reto Knock Out y las tres ganadoras fueron las encargadas de decidir quién era la eliminada de entre las demás concursantes.

## Jueces
El panel de jueces está constituido por tres jueces continuos y uno o más invitados por capítulo.
El jurado está compuesto por Absurdah Drag, Gustavo Rubén y Steffan Mestrovic.
Fueron invitados como jurados de la temporada 1 Guillermo Brandán (Conductor de TV), Lady Alutrix y Serenity Mons (Personalidades drag) y Miss Jazmin (DJ e influencer).
| Juez              | Temporadas |
| ----------------- | ---------- |
| Juez              | 1          |
| Absurdah          | Principal  |
| Gustavo Rubén     | Principal  |
| Steffan Mestrovic | Principal  |
| Guillermo Brandán | Invitado   |
| Lady Alutrix      | Invitada   |
| Serenity Mons     | Invitada   |
| Miss Jazmin       | Invitada   |

## Temporada 1
La transmisión de la primera temporada comenzó el 19 de marzo de 2021.

## Concursantes
(Edad y nombres al momento del concurso)
| TEMPORADA 1     | TEMPORADA 1        | TEMPORADA 1 | TEMPORADA 1         | TEMPORADA 1   | TEMPORADA 1 | TEMPORADA 1           |
| Concursante     | Nombre             | Edad        | Lugar de Origen     | Retos Ganados | Veces NPE   | Posición              |
| --------------- | ------------------ | ----------- | ------------------- | ------------- | ----------- | --------------------- |
| Katrina Raisa   | Gabriel Mechulán   | 26          | San Salvador, Jujuy | 4             | 0           | Ganadora              |
| Sharina Raisa   | Antonio Corso      | 21          | Palpalá, Jujuy      | 4             | 0           | Finalista (2° puesto) |
| Tina Argen      | Patricio Alterio   | 25          | Morón, Buenos Aires | 4             | 1           | Finalista (3° puesto) |
| Sissie Moon     | Marcos Rodríguez   | 25          | Salta, Salta        | 1             | 1           | Finalista (4° puesto) |
| Carnestolenda   | Ignacio Torres     | 23          | Orán, Salta         | 4             | 2           | 5º                    |
| Maconha Sweet   | Marcos Santucho    | 27          | San Miguel, Tucumán | 1             | 3           | 6º                    |
| Kira Drag       | Javier Guaymás     | 30          | Salta, Salta        | 0             | 3           | 7º                    |
| Valent Desoul   | Brian Werning      | 19          | Caimancito, Jujuy   | 0             | 4           | 8º                    |
| Tsunadhee Khood | Rafael Khood       | 30          | Salta, Salta        | 2             | 1           | 9º                    |
| Tiffany Taylor  | Joel Paez          | 24          | Salta, Salta        | 0             | 1           | 10º                   |
| Miss Lola Vajes | Iván Díaz          | 25          | Pichanal, Salta     | 0             | 1           | 11º                   |
| Nephtys Moan    | Brian Tolaba       | 25          | San Salvador, Jujuy | 0             | 1           | 12º                   |
| Gioo King       | Giuliano Paz       | 22          | Vaqueros, Salta     | 0             | 1           | 13º                   |
| Mileniom Khood  | Agustín Justiniano | 21          | Salta, Salta        | 0             | 1           | 14º                   |

## Progreso
| Concursante     | 1     | 2    | 3    | 4    | 5    | 6    | 7   | 8    | 9    | 10   | 11   | 15        |
| --------------- | ----- | ---- | ---- | ---- | ---- | ---- | --- | ---- | ---- | ---- | ---- | --------- |
| Katrina Raisa   | WIN   | SAFE | WIN  | SAFE | SAFE | SAFE |     | SAFE | WIN  | STAY | SAFE | GANADORA  |
| Sharina Raisa   | SAFE  | SAFE | SAFE | WIN  | SAFE | WIN  |     | SAFE | SAFE | STAY | SAFE | FINALISTA |
| Tina Argen      | SAFE  | WIN  | WIN  | SAFE | SAFE | SAFE |     | SAFE | WIN  | WIN  | KO   | 3° PUESTO |
| Sissie Moon     | SAFE  | SAFE | SAFE | SAFE | WIN  | SAFE |     | SAFE | KO   | STAY | SAFE | 4° PUESTO |
| Carnestolenda   | WIN'  | SAFE | SAFE | SAFE | WIN  | ELIM | IN  | SAFE | SAFE | WIN  | ELIM | INVIT     |
| Maconha Sweet   | SAFE  | SAFE | SAFE | SAFE | KO   | SAFE |     | WIN  | SAFE | ELIM |      | MISS S    |
| Kira Drag       | SAFE  | SAFE | SAFE | SAFE | SAFE | KO   |     | KO   | ELIM |      |      | INVIT     |
| Valent Desoul   | KO    | KO   | SAFE | SAFE | KO   | SAFE |     | ELIM |      |      |      | INVIT     |
| Tsunadhee Khood | WIN   | SAFE | SAFE | SAFE | WIN  | ELIM |     |      |      |      |      | INVIT     |
| Tiffany Taylor  | SAFE  | SAFE | SAFE | KO   | QUIT |      |     |      |      |      |      | INVIT     |
| Miss Lola Vajes | SAFE  | SAFE | SAFE | ELIM |      |      |     |      |      |      |      | INVIT     |
| Nephtys Moan    | [ 3 ] | SAFE | ELIM |      |      |      | OUT |      |      |      |      | INVIT     |
| Gioo King       | SAFE  | ELIM |      |      |      |      |     |      |      |      |      | INVIT     |
| Mileniom Khood  | ELIM  |      |      |      |      |      | OUT |      |      |      |      | INVIT     |

     La concursante ganó Juego de Reinas
     La concursante quedó en segundo lugar.
     La concursante fue finalista de Juego de Reinas.
     La concursante fue elegida Miss Simpatía.
     La concursante ganó el desafío.
     La concursante ganó el desafío pero perdió el Reto Knock Out.
     La concursante ganó el desafío de repechaje y volvió a la competencia.
     La concursante estuvo entre las dos peores pero ganó el Reto de Knock Out.
     La concursante ganó el Reto Knock Out para estar salva.
     La concursante fue eliminada.
     La concursante no participó del desafío y abandonó la competencia.
     La concursante regresó para participar en el repechaje y fue eliminada.

## Reto Knock Out
| Episodio | Concursantes    | Concursantes    | Concursantes | Concursantes   | Concursantes   | Canción                                                                   | Eliminada       |
| -------- | --------------- | --------------- | ------------ | -------------- | -------------- | ------------------------------------------------------------------------- | --------------- |
| 1        | Valent Desoul   | Valent Desoul   | vs.          | Mileniom Khood | Mileniom Khood | "Poron pon pon - Qué perra mi amiga (remix)" (Amara La Negra - La Montra) | Mileniom Khood  |
| 2        | Valent Desoul   | Valent Desoul   | vs.          | Gioo King      | Gioo King      | "Dr. psiquiatra" (Gloria Trevi)                                           | Gioo King       |
| 3        | Katrina Raisa   | Katrina Raisa   | vs.          | Tina Argen     | Tina Argen     | "Ojos así" (Shakira)                                                      | Nephtys Moan    |
| 4        | Miss Lola Vajes | Miss Lola Vajes | vs.          | Tiffany Taylor | Tiffany Taylor | "Marinero de luces" (Isabel Pantoja)                                      | Miss Lola Vajes |
| 5        | Maconha Sweet   | Maconha Sweet   | vs.          | Valent Desoul  | Valent Desoul  | "Bad Romance" (Lady Gaga)                                                 | Tiffany Taylor  |
| 6        | Carnestolenda   | vs.             | Kira Drag    | vs.            | Tunadhee Khood | "Sodio" (Danna Paola)                                                     | Carnestolenda   |
| 6        | Carnestolenda   | vs.             | Kira Drag    | vs.            | Tunadhee Khood | "Sodio" (Danna Paola)                                                     | Tsunadhee Khood |
| 8        | Kira Drag       | Kira Drag       | vs.          | Valent Desoul  | Valent Desoul  | "Arrasando" (Thalía)                                                      | Valent Desoul   |
| 9        | Kira Drag       | Kira Drag       | vs.          | Sissie Moon    | Sissie Moon    | "Todos me miran" (Gloria Trevi)                                           | Kira Drag       |
| 10       | Sharina Raisa   | Sharina Raisa   | vs.          | Sissie Moon    | Sissie Moon    | "I am the best" (2NE1)                                                    | Maconha Sweet   |
| 10       | Maconha Sweet   | Maconha Sweet   | vs.          | Tina Argen     | Tina Argen     | "Sour Candy" (Lady Gaga y Blackpink)                                      | Maconha Sweet   |
| 10       | Carnestolenda   | Carnestolenda   | vs.          | Katrina Raisa  | Katrina Raisa  | "Kill This Love" (Blackpink)                                              | Maconha Sweet   |
| 11       | Tina Argen      | Tina Argen      | vs.          | Carnestolenda  | Carnestolenda  | "I Will Survive" (Gloria Gaynor)                                          | Carnestolenda   |

     La concursante fue eliminada después de su primer Reto Knock Out.
     La concursante fue eliminada después de su segundo Reto Knock Out.
     La concursante fue eliminada después de su tercer Reto Knock Out.
     La concursante fue eliminada sin haber hecho ningún Reto Knock Out.
     La concursante renunció a la competencia.

## Episodios
| Ep. Temporada | Ep. Serie | Título                      | Emisión             |
| ------------- | --------- | --------------------------- | ------------------- |
| 1             | 1         | "La primera impresión"      | 19 de marzo de 2021 |
| 2             | 2         | "Trash queen"               | 26 de marzo de 2021 |
| 3             | 3         | "Horóscopo"                 | 2 de abril de 2021  |
| 4             | 4         | "Bandragas"                 | 9 de abril de 2021  |
| 5             | 5         | "Mitos y leyendas"          | 16 de abril de 2021 |
| 6             | 6         | "Talent Show"               | 23 de abril de 2021 |
| 7             | 7         | "Especial: El Repechaje"    | 30 de abril de 2021 |
| 8             | 8         | "Notidrag"                  | 7 de mayo de 2021   |
| 9             | 9         | "La noche de las estrellas" | 14 de mayo de 2021  |
| 10            | 10        | "¡Cosplay!"                 | 21 de mayo de 2021  |
| 11            | 11        | "Draguillizas"              | 28 de mayo de 2021  |
| 12            | 12        | "Especial: Noche de Gala"   | 4 de junio de 2021  |
| 13            | 13        | "Especial: Playground I"    | 11 de junio de 2021 |
| 14            | 14        | "Especial: Playground II"   | 18 de junio de 2021 |
| 15            | 15        | "La Final"                  | 9 de julio de 2021  |

### Final
El día 4 de julio de 2021, se grabó en vivo la final en el "Teatro Provincial Juan Carlos Saravia", y fue televisada por el canal "El 10 TV" de esa misma ciudad y por el canal de Youtube del reality el 9 de julio de 2021.